# ヴァージニア・ウィリアムソン
ヴァージニア・ウィリアムソン（Virginia Williamson）は、アメリカ合衆国の出版者である。コンピュータ雑誌『バイト』を創刊した。

## 人物
アマチュア無線雑誌『73』の編集者・ウェイン・グリーンの元妻であり、離婚後も再婚まではヴァージニア・L・グリーン(Virginia Londner Green)を名乗っていた。『バイト』誌の創刊から4号まではウェインが編集に関わっており、出版者がウェインの名前になっていた。
彼女は1979年に『バイト』誌をマグロウヒルに売却したが、1983年まで発行者を務め、後に同社の副社長に就任した。
彼女はその後ゴードン・ウィリアムソンと結婚した。ゴードンは、1988年にウェイン・グリーンについての本See Wayne Run. Run, Wayne, Runを執筆した。彼女は2015年に死去した。